# Lina Sommer

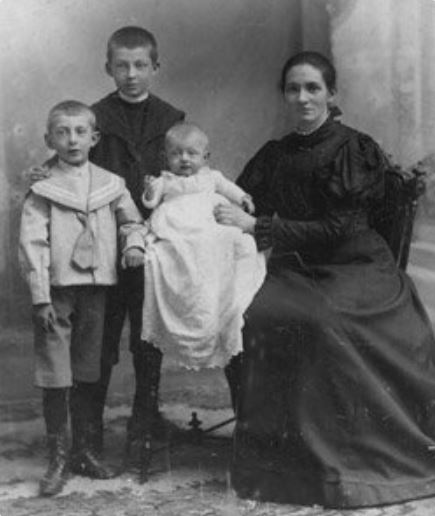
Lina Sommer mit ihren drei Söhnen im Jahr 1899

Karolina „Lina“ Sommer (* 8. Juli 1862 als Karolina Rosina Müller in Speyer; † 27. Juli 1932 in Karlsruhe) war eine pfälzische Kinderbuchautorin und Mundartdichterin. Zu ihren Lebzeiten war sie eine bekannte Autorin in ganz Deutschland und im deutschsprachigen Ausland. 

## Leben und Werk
Lina Sommer wurde am 8. Juli 1862 als Tochter des Weinhändlers Jacob Wilhelm Müller und dessen Ehefrau Karolina (geb. Antz) in Speyer geboren, wo sie mit vier jüngeren Geschwistern aufwuchs. Ihre Jugendjahre verbrachte sie in Mannheim, Heidelberg und Würzburg. Im Alter von 25 Jahren heiratete sie 1887 den aus Braunschweig stammenden Witwer Adolf Sommer, der über 20 Jahre älter war als sie und vier Kinder mit in die Ehe brachte. Von den sechs weiteren Kindern, die aus dieser Ehe hervorgingen, erreichten nur drei Söhne das Erwachsenenalter.
Erst um die Jahrhundertwende, als die Familie in Köln lebte, begann Lina Sommer mit dem Schreiben. Sie verfasste Gedichte und Erzählungen, „eine kraftstrotzende, Leben sprühende Dialektdichtung, voller Humor, mal hintergründig zum Schmunzeln, mal komisch-ironisch zum laut Herauslachen.“
Nach dem Tod ihres Mannes im Jahr 1904 stand sie mit drei kleinen Kindern mittellos da. Gegen Honorar bot sie in ganz Deutschland Zeitungen, Zeitschriften und Illustrierten ihre Werke zum Abdruck an und war damit erfolgreich. Mit Schtillvergniegt (Stillvergnügt) erschien 1905 in einem Kaiserslauterner Verlag ein erstes Mundart-Sammelbändchen; weitere folgten, im Laufe der folgenden Jahrzehnte oft in mehreren Auflagen. In ganz Deutschland und im deutschsprachigen Ausland war Lina Sommer eine bekannte Autorin.
Nach vielen Wohnortwechseln lebte Lina Sommer von 1919 bis 1923 in dem südpfälzischen Ort Jockgrim, wo ihr ältester Sohn Walter ein Ziegeleiwerk leitete. Sie liebte die Pfalz und widmete ihr zahlreiche Gedichte. Ihren Lebensabend verbrachte sie im Diakonissenstift in Karlsruhe, wo sie am 27. Juli 1932 wenige Wochen nach Vollendung ihres 70. Lebensjahres starb. Ihr Grab in Jockgrim ist erhalten.

## Gedenken

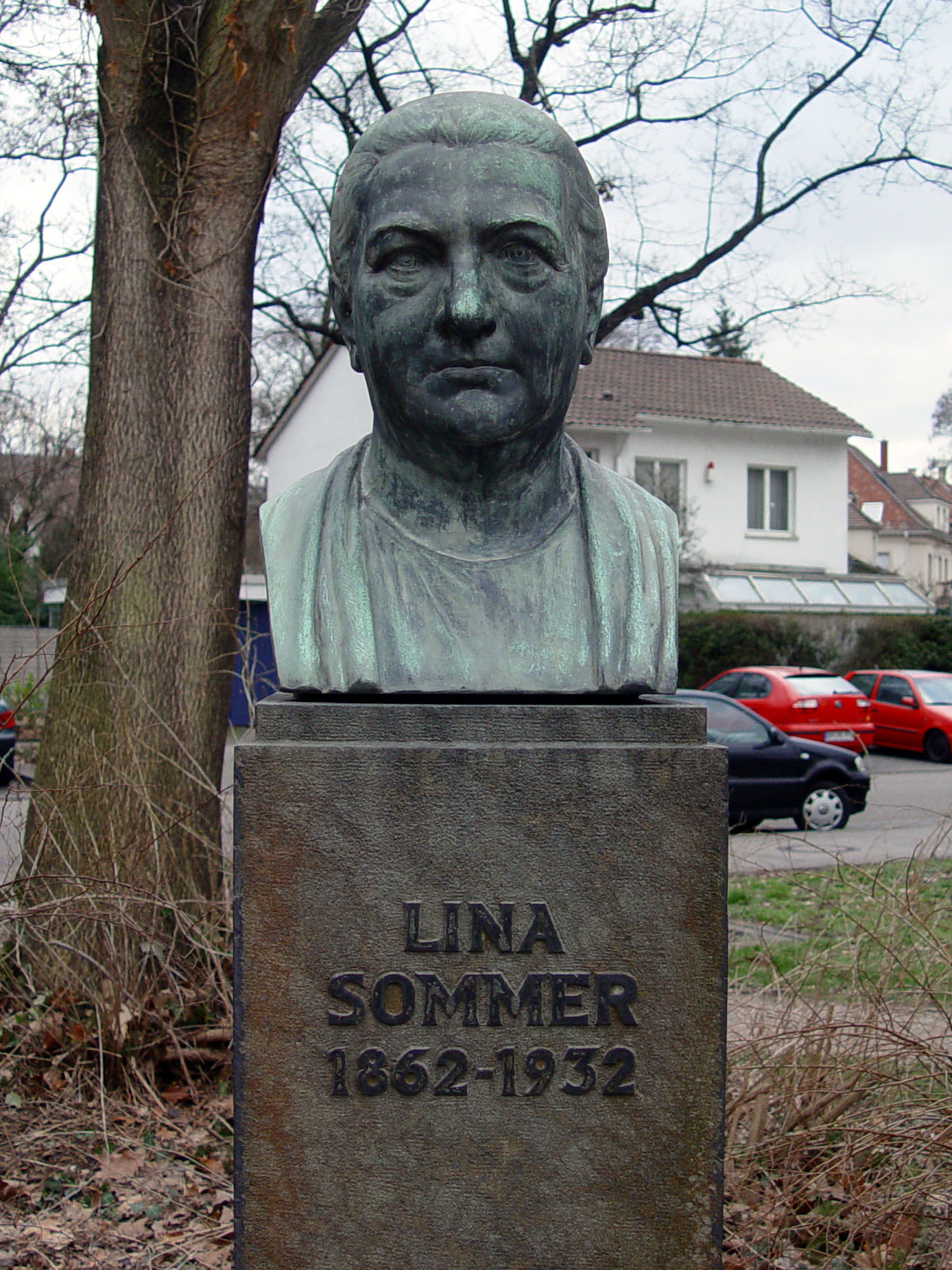
Büste von Lina Sommer in der Lina-Sommer-Anlage in Karlsruhe

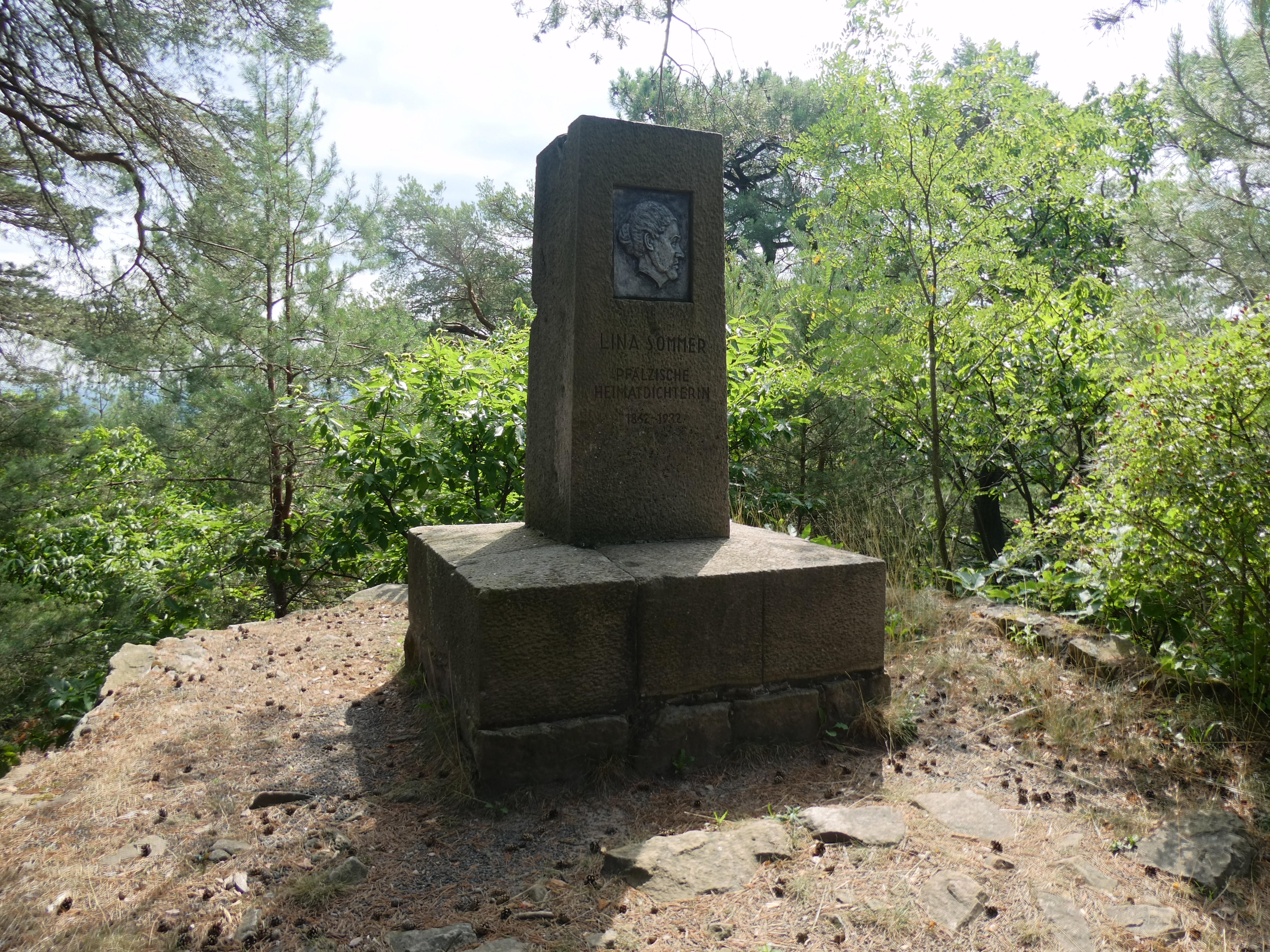
Der Lina–Sommer–Stein an der Weinbiet

Im Jahr 1929 setzte der Verkehrsverein des Weindorfs St. Martin Lina Sommer ein Denkmal im Dichterhain am Nordosthang des Hochberges. Die Ortsgruppe Karlsruhe des Pfälzerwaldvereins errichtete 1929 oberhalb von Neustadt an der Weinstraße am Südosthang der Weinbiet den Lina-Sommer-Stein. In Karlsruhe wurde die Lina-Sommer-Anlage zu ihrem Gedenken errichtet.
In Jockgrim gibt es heute die Lina-Sommer-Grundschule, einen Lina-Sommer-Platz, eine Lina-Sommer-Stube und einen Lina-Sommer-Weg, der quer durch den Ort führt und mit kleinen Gedichtstäfelchen gespickt ist. Seit März 2007 wurde ein Seniorenhaus der AWO Pfalz in Jockgrim ebenfalls nach Lina Sommer benannt. 
Im Jahr 2008 wurde das Theaterstück Ein Sommerabend – Leben und Werk der pfälzischen Mundartdichterin Lina Sommer durch das NonnensuselTheater in Pleisweiler-Oberhofen-Oberhofen uraufgeführt. Im April und Juni 2009 gab es in Jockgrim weitere Aufführungen.

## Veröffentlichungen (Auswahl)
zu Lebzeiten
- Stoßseufzer eines Junggesellen. Gedicht, veröffentlicht in den „Fliegenden Blättern“ in München 1895.
- Schtillvergniegt. Gedichte und Erzählungen in Pfälzer Mundart. Kaiserslautern 1905.
- E' Pälzer Blummeschtreissel. Gedichte in Pfälzer Mundart. München 1911.
- Pälzer Humor: So G'schichtelcher und Gedichtelcher. Heilbronn 1914 (Digitalisat)
- Lina Sommer – Nemm mich mit, Es reut dich nit! (Gedichte und Prosa in Pfälzer Mundart) Wilhelm Marnet, o. J., Neustadt um 1915, Illustrationen v. Otto Dill.
- 1917: Gig-gag! Schnick-Schnack! (Kindergedichte, gemeinsam mit Paula Dehmel, geb. Oppenheimer). Leipzig 1914.
- 1920: Von allem Ebbes.
- 1921: Für Bübchen und Mädchen, im Dorf und im Städtchen (Digitalisat)
- 1921: Grüß Gott! (Digitalisat)
- 1921: Kochrezeptchen für junge und jüngste Damen (Digitalisat)
- 1921: Ri-ra, rutsche-butsch (Digitalisat)
- 1921: Wisseblumme (Digitalisat)
- 1921: Die alt Fraa: Einakter (Digitalisat)
- 1922: Vun allem Ebbes
- 1924: Ein kleiner Gruß (Digitalisat)
- 1924: Die zwää böse Buwe: lustiges Theaterstückchen (Digitalisat)
- 1925: Bei Grossmama (mit Bildern von Franziska Schenkel, Digitalisat)
- 1925: Der Belzenikl uf Freiersfüß: Lustspielchen in zwei Akten (Digitalisat)
- 1925: Dess un sell (Digitalisat)
- 1931: Im Vorübergehn: kleines Sammelwerkchen hochdeutscher Gedichte. Speyer 1931 (Digitalisat)

posthum
- Lina Sommer, Otto Dill: Magister Fuchs. (Bilderbuch) Wellhöfer-Verlag, Mannheim 2006, 32 S., 13 Illustrationen.
- Lina Sommer: Pälzer Hausapothek – Die schönsten Gedichte und Geschichten. Wellhöfer-Verlag, Mannheim 2007.